# Nazionale maschile di beach soccer della Danimarca
La nazionale di beach soccer della Danimarca rappresenta la Danimarca nelle competizioni internazionali di beach soccer, ma non è controllata dalla Federazione calcistica della Danimarca, l'organo di governo del calcio in Danimarca. La federazione ha deciso di aspettare prima di essere affiliare una squadra nazionale di beach soccer. Tuttavia, la squadra è riconosciuta dall'ente governativo di questo sport, Beach Soccer Worldwide (BSWW) e compete come rappresentante della Danimarca nei tornei ufficiali di BSWW e FIFA.

## Rosa
Aggiornata a settembre 2016

| N. |                      | Ruolo | Calciatore                   |
| -- | -------------------- | ----- | ---------------------------- |
| 1  | Danimarca (bandiera) | P     | Mik Skøtt                    |
| 2  | Danimarca (bandiera) | D     | Christian Jørgensen          |
| 3  | Danimarca (bandiera) | D     | Søren Gram Madsen (capitano) |
| 6  | Danimarca (bandiera) | C     | Morten Ytte                  |
| 7  | Danimarca (bandiera) | D     | Klaus Ryding                 |
| 8  | Danimarca (bandiera) | A     | Kennie Larsen                |
| 9  | Danimarca (bandiera) | A     | Henrik Rædkjær               |

| N. |                      | Ruolo | Calciatore   |
| -- | -------------------- | ----- | ------------ |
| 13 | Danimarca (bandiera) | A     | Rasmus Lyng  |
| 15 | Danimarca (bandiera) | C     | Tim Wiese    |
| 16 | Danimarca (bandiera) | D     | Casper Dorph |
| 17 | Danimarca (bandiera) | C     | Tobias Øster |
| 18 | Danimarca (bandiera) | A     | Lars Bonde   |
| 19 | Danimarca (bandiera) | C     | Dennis Dorph |
| 22 | Danimarca (bandiera) | P     | Oliver Levin |

Allenatore: Reva Hagins

Manager: Aleksander Carendi